# Ultima Cena (Gaudenzio Ferrari)
L'Ultima Cena è un dipinto a olio su tela di Gaudenzio Ferrari, databile al 1541-1542 e conservato nella chiesa di Santa Maria della Passione di Milano.

## Descrizione e stile
Nel dipingere l'Ultima Cena il pittore operò una radicale innovazione, andando oltre anche il celebratissimo esempio del Cenacolo vinciano. Con una rinnovata influenza dei modelli nordici, non rappresentò infatti la tavola in orizzontale, ma la impostò in uno scorcio col lato breve perpendicolare al piano d'immagine dello spettatore. Attorno ad essa si accalcano gli apostoli e la fuga prospettica conduce immediatamente l'occhio dello spettatore alla figura di Gesù, che ha vicino Giovanni evangelista addormentato sulla spalla, come vuole la tradizione iconografica. L'accelerazione prospettica è esaltata anche dalla finestra in asse che si apre rivelando una veduta architettonica con al centro un edificio a pianta centrale. Tutt'intorno, su più livelli, si affannano i servitori a portare le vivande. I colori sono smaglianti, tanto delle vesti quanto dell'architettura, come il pavimento a scacchi in marmi screziati, il ricco drappeggio espanso in primissimo piano - e vi si leggono influssi del manierismo coniugati col naturalismo di matrice lombarda. Tali esempi furono alla base della pittura controriformata della seconda metà del secolo.